# Трилогия Бартимеуса
Трилогия Бартимеуса (англ. The Bartimaeus Trilogy) — цикл произведений британского писателя Джонатана Страуда. В трилогию входят книги «Амулет Самарканда», «Глаз Голема», «Врата Птолемея» и вышедший в 2010 году приквел «Кольцо Соломона».
Трилогия в 2006 году стала лауреатом Мифопоэтической премии  (англ.).
Действие книг происходит в Англии, помещённой в некую сказочную, магическую реальность, где волшебники управляют миром посредством духов, или демонов, как их называют волшебники. В первой книге повествование идёт от лица Натаниэля (в 3-м лице) и Бартимеуса (в 1-м лице), во второй и третьей книгах к ним присоединяется Китти Джонс (повествование ведётся в 3-м лице), а также во второй книге один эпизод описан глазами фолиота Симпкинса (в 3-м лице).

## Амулет Самарканда
Первая часть фэнтезийной «Трилогии Бартимеуса». Вышла в 2003 году. Именно этот роман принес писателю известность.

## Глаз Голема

Вторая книга из «Трилогии Бартимеуса». Роман вышел в Европе в 2004 году. На русском языке был издан впервые в 2005 году.

### Краткое содержание
Натаниэлю 14 лет и он работает в министерстве внутренних дел, и ему благоволит сам премьер-министр. Натаниэль расследует дело «Сопротивления», горстке простолюдинов, наделенных магическими способностями, взбунтовавшихся против волшебников и ведущих подрывную деятельность. Одновременно с ними на улицах происходят нападения с немыслимыми разрушениями. Совет министров думает, что это дело рук «Сопротивления». Нападения простолюдинов из «Сопротивления» становятся всё разрушительнее и Натаниэль вновь обращается за помощью к Бартимеусу, который вместе с другими духами заступает в дозор. В это время на одного из джиннов нападает неизвестный. Бартимеус следует за ним по пятам и вступает в бой. После боя Бартимеуса с неизвестным, становится ясно, что нападения творит голем. Известно, что для создания голема нужен глаз голема и магический свиток. Узнав, что из места хранения артефактов волшебников такой глаз выкрали, становится понятно, что за этим стоит кто-то из правительства. Остается только узнать где предатель смог найти магический свиток, ведь все данные о создании этих свитков были утрачены со времен взятия Праги Глэдстоуном. За этой разгадкой Натаниэля отправляют в Прагу, историческую родину создания големов, где его ждет один из шпионов Британии. Он хочет помочь Натаниэлю в разгадке и назначает встречу, но ней на них нападают и убивают шпиона. Однако перед смертью он успевает передать Натаниэлю название места и имя предполагаемого создателя свитка голема. Только благодаря Бартимеусу Натаниэль спасается и идёт по указанному адресу, где находит измученного старика, который действительно обладает знанием создания свитков. Создаёт он их не по своей воле. Тут же к ним нагрянул наёмник, бывший на службе у Лавлейса. Натаниэль пытался узнать нового нанимателя наемника, но безуспешно. В этот момент измученный старик разрывает незаконченный магический свиток и погибает. Наемник сбегает, а Натаниэль возвращается в Лондон. Пока его не было в могилу знаменитого волшебника Ульяма Глэдстоуна проникают участники «Сопротивления». Дух, заключённый в костях Глэдстоуна убивает всех участников кроме двоих. Одной из них является Китти Джонс. Натаниэль узнает об этом и идет на соглашение, по которому Китти возвращает ему посох, а он её отпускает. В этот момент на них нападает голем. Натаниэль потерял сознание, не совладав с мощью посоха. Китти же убегает, но в последний момент решается спасти Натаниэлю жизнь. Она вырывает свиток из пасти голема и скрывается. После потери свитка голем возвращается к хозяину через весь город в министерство.

## Врата Птолемея
Третья книга трилогии. В Великобритании вышла в 2005 году, а осенью 2006 вышла на русском языке.

### Краткое содержание
Натаниэлю 17 лет — он министр информации и входит в правящий Совет. Он охотится за Хопкинсом, который причастен к преступлениям Дюваля. Бартимеус находит Хопкинса, а также таинственных заговорщиков, которые хотят свергнуть правительство, но чудом спасается от них. Бартимеус обнаруживает, что в теле Хопкинса находится его старый приятель джинн Факварл, который давно пытается бороться за свободу духов. Факварл заключает Бартимеуса в чашу из серебра и оставляет умирать.
Мейкпис заманивает всё правительство на свою пьесу, где с помощью мелких волшебников захватывая все правительство. Он и оказывается организатором плана по заключению духов в тела волшебников, участником заговора Лавлейса и Дюваля, и тайным покровителем «Сопротивления». Вскоре духи захватывают тела волшебников и начинают организовывать свою армию.
Натаниэль отправляется за посохом Глэдстоуна, а Китти отправляется в Иное Место, чтобы просить помощи у Бартимеуса. Они собираются вместе, чтобы остановить демонов. Бартимеус вселяется в тело Натаниэля, наделяя его своим могуществом, но не уничтожая разум. Вместе, используя посох, начинают истреблять демонов.
В финальной схватке Натаниэль сражается с главным демоном Ноудой, и при взрыве посоха оба погибают. Натаниэль успевает отпустить Бартимеуса, Китти остаётся жива.
После этого организуется новое правительство, состоящее из волшебников и простолюдинов.
Параллельно в книге ведётся сюжетная линия, повествующая о Птолемее и его общении с Бартимеусом в Александрии, 125 год до н.э. Птолемей является необычным магом — вызывая духов, он интересуется Сущностью духов и Иным Местом. В ходе событий парень открывает так называемые Врата Птолемея и отправляется в мир духов, но после проведённого времени в другом мире молодой маг получает увечья и становится слабым и уязвимым. После одной из схваток умирает в ещё молодом возрасте, отпустив Бартимеуса. То же спустя 2000 лет повторяет и Натаниэль.

## Кольцо Соломона
Четвёртая книга, являющаяся приквелом к трилогии Бартимеуса. Книга вышла в 2010 году. Русская версия вышла зимой 2011.

### Краткое содержание
Год 960 до н. э. Израильский Царь Соломон правил своей империей из Иерусалима с помощью волшебного кольца невероятной силы. Среди многих рабов духов на службе царя и его магов был джинн Бартимеус, дух с особой хитростью, саркастическим остроумием, и беспрецедентной репутацией за дерзость. После строительства неудачного проекта, Бартимеус отправляется в пустыню, чтобы выследить группу бандитов, которые атакуют пути торговли Соломона, и в процессе сталкивается с девушкой Ашмирой, состоящей на службе Царицы Савской. Вскоре после этого, она неохотно тянет джинна в, казалось бы, суицидальные миссии: убить Соломона и украсть его кольцо.

## Персонажи

### Духи
- Бартимеус — джинн четвертого (в первой книге, по ошибке, - четырнадцатого) уровня. Другие имена: Нехо, Рехит, Ваконда алгонкинов, Н'Горсо Могучий, Сакар-аль-Джинни и Серебряный Пернатый Змей. Достаточно силен, имеет очень хорошее чувство юмора. Любимое воплощение — облик Птолемея — его старого друга и хозяина. Бартимеус уважает сильных личностей, именно поэтому с ним сумели близко сойтись Китти и Натаниэль, а до этого Птолемей. Несмотря на весь свой сарказм верил в возможность совместной работы духов и людей.
- Факварл — джинн, старый приятель и соперник Бартимеуса. Служил Лавлейсу, но после его смерти был заключен в шкатулке на дне моря. После его освободил Хопкинс и вселил в своё тело, лелея мысли о могуществе. Однако Факварл вытеснил его разум. Он подговорил других духов сделать то же самое, чтобы отомстить людям. Был убит Натаниэлем. Всегда пытался бороться за свободу духов. Любимое воплощение — повар с огромным ножом.
- Рамутра — самый могущественный из упоминающихся духов. Демон вне категорий. Его сущность перемешивает "планы бытия". Призван Саймоном Лавлейсом из Иного Места с помощью древнего рога. Отослан Натаниэлем обратно.
- Ноуда — он марид, но Бартимеус предполагает, что Ноуда может оказаться даже более могущественным существом. Очень жестокий и кровожадный. Был вселен в тело Мейкписа. После был уничтожен Бартимеусом и Натаниэлем.
- Джабор — джинн, старый знакомый Бартимеуса и Факварла. Служил вместе с Факварлом Лавлейсу. Во время вызова Рамутры сражался с Бартимеусом, но был затянут в воронку. Любимое воплощение — человек с красной кожей и головой шакала.
- Квизл — джиннша, старая подруга Бартимеуса, с которой он работал в Праге. Была рабой Ффукса. Была убита големом во время его нападения на Британский музей.
- Шубит — джинн (в 3 книге упоминается как африт) на службе у Джессики Уайтвелл. Любимое воплощение — медведь. Расторопный слуга. Освободился от рабства после убийства Джессики Ноудой.
- Немиадес — джинн на службе у Тэллоу. Любимый облик — зелёная обезьяна. По приказу хозяина атаковал Чёрной Молотилкой Китти и Якоба, от чего лицо и руки у Якоба покрылись пепельными полосами, а Китти обнаружила в себе устойчивость к магии.
- Гонорий — африт Глэдстоуна, заключенный в его костях для того, чтобы охранять гробницу хозяина от посягательств. От долгого заключения сошел с ума. Уничтожен во время суицидальной попытки прыгнуть на голема. По предположению Бартимеуса, африт давно хотел обрести покой и нашел оригинальный выход.
- Наэрьян — афритша, старая знакомая Бартимеуса. Он познакомился с ней в Африке, во время походов Сципиона, позднее они вместе работали в Константинополе. Любимый облик — иссиня-черный торс, три огненных глаза и множество паучьих лап. Присоединилась к Факварлу, вселилась в тело Клайва Дженкинса. Была убита Бартимеусом и Натаниэлем.
- Аскобол — джинн на службе у Натаниэля. Любимый облик — циклоп в шотландской юбочке с двумя русыми косичками. Постоянно насмехался над Бартимеусом, на что тот отвечал тем же. Льстил и пресмыкался перед Натаниэлем. Был убит Факварлом.
- Кормокодран — джинн 3 уровня на службе у Натаниэля. Любимый облик — человек-вепрь с клыками и копытцами, выкрашенными синей вайдой. Долгое время служил в Ирландии, в эпоху кельтских сумерек. Унылый и неразговорчивый. Был убит Факварлом.
- Мвамба — джиннша на службе у Натаниэля. Долгое время работала в племенах абалуйя на востоке Африки. По словам Бартимеуса, ветрена и взбалмошна, как бабочка. Была убита Факварлом.
- Ходж — джинн на службе у Натаниэля. В принимаемом облике обязательно присутствуют шипы и вонь. Вместе с Аскоболом подшучивал над Бартимеусом. Был убит Факварлом.
- Симпкин — фолиот, раб Шолто Пинна. Работал в магазине, в первой книге помог схватить Бартимеуса, во второй — был убит во время нападения голема на магазин его хозяина. За годы рабства настолько свыкся со своей ролью, что даже не желал себе иной доли и служил по доброй воле.
- Уразиил — дух, находящийся вне системы измерений. Упоминается в "Кольце Соломона" и призывается поворотом последнего. Имеет огромное могущество, так как щелкнув пальцами смог практически уничтожить сильнейшего марида Аммета. Заключён в кольце Соломона, но по его словам, дождется освобождения. Судьба после описываемых событий неизвестна.
- Аммет — марид,слуга Хаббы Жестокого. Был первым могущественным духом, призванным египтянином. Десятилетиями находился в облике его тени и как ни странно полюбил своего хозяина и служил ему верой и правдой, не предал, когда появилась возможность. Обладает большим могуществом, которое не потерял после долгого пребывания на Земле. Заточен в амфоре на глубине Средиземного моря.
- Траклет — бес, служил Клайву Дженкинсу. Поглощён Бартимеусом во время слежки.

### Волшебники
- Натаниэль (Джон Мэндрейк) — волшебник. Жизненный путь именно этого персонажа от самого детства до зрелости прослеживается на протяжении всей трилогии. Характер его тоже претерпевает сильные изменения от книги к книге. Он честолюбив, но справедлив и действует только в соответствии со своими принципами, не лишён проблесков совести и долга, всегда старается действовать на благо своей страны.

Несмотря на мнение некоторых читателей о том, что у книги открытый финал, сам Джонатан Страуд подтверждает: Натаниэль погиб в конце трилогии.
- Руперт Деверокс — премьер-министр Британской империи, глава Совета, в 3 книге исполнял обязанности шефа полиции. В молодости был весьма сильным лидером, его харизма вдохновляла Натаниэля, когда он был мальчиком, но к старости боязнь потерять власть привела к паранойе, стал опасен и мстителен, абсолютно бездеятелен и ничего не делал ради блага империи. Очень любил пьесы драматурга Квентина Мейкписа, вследствие чего тому и удалось провести переворот. Во время Восстания Духов в него вселился дух, который был убит Бартимеусом и Натаниэлем.
- Карл Мортенсен — министр обороны. Выступал за объявление войны Америке, и именно его стратегии придерживалась Британия в ведении войны. Предположительно, в него вселился демон, который был убит Бартимеусом и Натаниэлем.
- Хелен Малбинди — министр иностранных дел. По натуре человек мягкий и податливый, но склонна к бурным истерикам и вспышкам гнева. Поддерживала политику объявления войны Америке. Во время Восстания Демонов в неё вселился дух, который был убит Бартимеусом и Натаниэлем.
- Джессика Уайтвелл — одна из самых сильных и могущественных волшебниц Британии. Занимала пост министра госбезопасности. Тощая и бледная, со светлыми волосами. Все свои силы отдавала на улучшение положения империи. Была наставницей Натаниэля. Строгая, холодная и жесткая. Предпочла не вселять в своё тело духа и была убита при попытке бегства демоном Ноудой.
- Брюс Коллинз — последний министр внутренних дел. Смуглый, круглолицый, вспыльчивый коротышка. Предположительно, в него вселился демон, который был убит Бартимеусом и Натаниэлем.
- Джейн Фаррар — молодая привлекательная (чем любит воспользоваться) волшебница, помощница шефа полиции сначала Генри Дювала, затем Руперта Деверокса. Некоторое время нравилась Натаниэлю и была то его соперницей, то союзницей, но в конце концов отвернулась от него. Умная, изворотливая и властолюбивая. Пропала, когда пыталась остановить Восстание Духов. Предположительно, была убита одним из демонов.
- Квентин Мейкпис — честолюбивый драматург, фаворит премьер-министра, давно вынашивающий планы свержения действующей власти. Участвовал в заговоре Лавлейса, Дюваля. Вселил в себя демона Ноуду, который после уничтожил его разум.
- Гарольд Баттон — волшебник и собиратель книг. М-р Баттон отличался от остальных волшебников тем, что совсем не стремился к власти, а лишь к знанию. Его целью было создание полного списка всех духов. При вызове марида потерял ногу. Китти устроилась к нему помощницей, и он фактически стал её наставником. Немного ворчлив. Любит чай. После Восстания Духов вошёл во Временный Совет.
- Шолто Пинн — владелец магазина магических товаров. Его магазин во 2 книге был разрушен големом. Был пленен во время переворота Мейкписа. Дальнейшая судьба неизвестна.
- Клайв Дженкинс — волшебник низкого уровня, из-за недовольства своей участью присоединившийся к заговору. Работал секретарем в министерстве внутренних дел. Вселил в себя афритшу Наэрьян, которая уничтожила его разум. Был убит Бартимеусом и Натаниэлем.
- Ребекка Пайпер — молодая волшебница, помощница Натаниэля. Русоволосая девушка. Восхищалась Натаниэлем. После подавления Восстания Демонов возглавила Временный Совет британского правительства, была председателем среди волшебников.
- Генри Дюваль — шеф полиции. Для увеличения полномочий своего ведомства создал голема, который стал разрушать город, тем самым подрывая авторитет министерства внутренних дел. На самом деле его на это подбил Мейкпис. Когда Китти вытащила заклинание изо рта голема, тот вернулся к своему хозяину на глазах у всего города. Дюваль был арестован. После нескольких допросов в образе волка выбросился из окна своей камеры.
- Джулиус Тэллоу — волшебник высокого уровня, возглавлявший министерство внутренних дел во второй книге. Серьёзно ранил Якоба Гирнека (Китти уцелела благодаря устойчивости к магии), затем избежал ответственности в суде. Был проглочен афритом из-за ошибки в заклинании — в книге, которую переплетала для него типография Гирнеков, намеренно была допущена ошибка.
- Саймон Лавлейс — сильный волшебник. Хотел свергнуть правительство. Для этого он вызвал могущественного демона Рамутру, защитив себя преждевременно Амулетом Самарканда. Его заговор был раскрыт Бартимеусом и Натаниэлем. Был съеден Рамутрой.
- Руфус Лайм — друг и соратник Саймона Лавлейса, а после и Квентина Мейкписа. Похож на рыбу. После провала заговора Лавлейса прятался во Франции. Вселил в себя духа, который после уничтожил его разум и предположительно был уничтожен Бартимеусом и Натаниэлем.
- Морис Скайлер — наставник Саймона Лавлейса и один из его соратников. Пытался убить Натаниэля, когда тот хотел рассказать о заговоре. Был убит Натаниэлем.
- Артур Андервуд — первый наставник Натаниэля, весьма посредственный волшебник. Возглавлял министерство внутренних дел. Ни во что не ставил Натаниэля и считал его ничтожеством, вследствие чего между учеником и наставником не сложились теплые отношения. В детстве преподал Натаниэлю жестокий урок, запустив его в комнату, полную мелкими духами, которые напали на него. Был убит Джабором по приказу Саймона Лавлейса во время дела об Амулете Самарканда.
- Уильям Глэдстоун — основатель Британской империи, сильнейший волшебник, создатель Посоха Глэдстоуна. На магической дуэли победил волшебника Дизраэли. После своей смерти погреб сильнейшие артефакты в своей гробнице, для защиты заточив в своих костях африта Гонория. Был кумиром Натаниэля в первой книге.
- Птолемей — волшебник древнего Египта, двоюродный брат наследника престола, мечтал о сотрудничестве людей и джиннов, придумал и опробовал «Врата Птолемея» — портал для перехода людей в мир джиннов, написал  «Апокрифы», пользуясь которыми прошла в Иное место и Китти Джонс. Был убит наемниками-волшебниками, нанятыми его братом.
- Клем Хопкинс — служащий Британской библиотеки. Обладатель на редкость незапоминающейся внешности и мастер маскировки. Называет себя ученым. Коллега Таинственного Покровителя и советник Сопротивления. Позже оказался заговорщиком в Деле Големов, заговоре Лавлейса и Восстании Демонов. Вселил в себя джинна Факварла, который после уничтожил его разум.

### Простолюдины
- Кэтлин (Китти) Джонс — простолюдинка, участница Сопротивления. Очень сильная личность, никогда не отступающая от своих принципов и чувства справедливости.
- Якоб Гирнек — друг детства Китти Джонс, испытал на себе заклинание Чёрной Молотилки. Во 2 книге Натаниэль использовал его как заложника. После Дела с големом переехал к своим дальним родственникам в Брюгг.
- Т. Э. Пеннифезер — владелец магазина товаров для художников в Лондоне, основатель движения Сопротивления. Обладает довольно высокой устойчивостью к магии. Был убит афритом Гонорием во время ограбления гробницы Глэдстоуна.
- Энн Стивенс — активная женщина лет сорока, второй по важности человек в Сопротивлении. Помимо прочих способностей, она видит насквозь иллюзии волшебных сущностей вроде Бартимеуса. Была убита афритом Гонорием.
- Фред Уивер — высокий прыщавый парень, член Сопротивления. Вместе с соратником из Сопротивления украл у Натаниэля гадательное зеркало. Был убит афритом Гонорием.
- Стен Хейк — разносчик газет и член Сопротивления, способный впадать в обморочное состояние из-за мерцающего блеска, исходящего из любого предмета, обладающего магической силой. Вместе с соратником из Сопротивления украл у Натаниэля гадательное зеркало. Был убит афритом Гонорием.
- Николас Дру — простолюдин и политический агитатор. Один из двух уцелевших после разграбления гробницы Глэдстоуна членов Сопротивления и ведущий член Альянса Простолюдинов. Обладает некоторым противодействием к магии. Рассказал Натаниэлю о том, что Китти не была убита големом. На Нике Мейкпис продемонстрировал Натаниэлю вселение демона в тело человека. Дальнейшая судьба неизвестна.
- Розанна Лютьенс — простолюдинка, бывшая учительница Натаниэля по рисованию, обладающая мягким, доброжелательным характером. Была уволена за то, что пыталась заступиться за Натаниэля, когда того третировал Саймон Лавлейс. Когда через семь лет Джон Мэндрейк попытался её за это поблагодарить, отнеслась к нему с презрением.
- Аманда Кэчкарт — богатая простолюдинка, девушка Саймона Лавлейса, в загородном доме которой проходила конференция, на которой Саймон Лавлейс собирался свергнуть правительство, но сама она ничего о заговоре не знала. Была съедена демоном Рамутрой.
- Марта Андервуд — жена Артура Андервуда и близкий друг Натаниэля. Погибла вместе с мужем в собственном доме при нападении Джабора.
- Таинственный наемник (Веррок — так обратился к нему Мейкпис) — человек с чёрной бородой и холодными голубыми глазами, фигурировавший на протяжении всех книг, участник какой-то секты ассасинов. Он служил Лавлейсу (похитил для него Амулет Самарканда, убив его предыдущего хозяина), Дювалю и Мейкпису (сообщался с Кавкой в Праге), а после демонам, вселившимися в тела волшебников. Обладает колоссальной устойчивостью к магии. Носит семимильные сапоги. Был убит Моровым Заклятием, когда преследовал Натаниэля в Хранилище артефактов.